# Alexander Zorniger
Alexander Zorniger (ur. 8 października 1967 w Mutlangen) – niemiecki trener piłkarski, a wcześniej także piłkarz.

## Kariera piłkarska
Przez całą karierę Zorniger występował w amatorskich zespołach TSV Mutlangen, TSB Schwäbisch Gmünd, VfL Nagold oraz SV Bonlanden.

## Kariera trenerska
Zorniger karierę trenerską rozpoczął w 2002 w czwartoligowym zespole 1. FC Normannia Gmünd. W 2008 spadł z nim do piątej ligi. W 2009 pracował jako asystent trenera w VfB Stuttgart. W 2010 został trenerem czwartoligowej drużyny SG Sonnenhof Großaspach. W 2012 objął zaś stanowisko szkoleniowca innego czwartoligowego zespołu, RB Leipzig. W 2013 awansował z nim do 3. Ligi, a w następnym roku do 2. Bundesligi. Drużynę z Lipska trenował do lutego 2015.
Przed sezonem 2015/2016 Zorniger został trenerem pierwszoligowego VfB Stuttgart. W Bundeslidze zadebiutował 16 sierpnia 2015 w przegranym 1:3 meczu z 1. FC Köln. 24 listopada 2015 został zwolniony ze stanowiska po przegranym trzy dni wcześniej, 0:4 ligowym spotkaniu z FC Augsburg. W czerwcu 2016 objął funkcję szkoleniowca Brøndby IF. W 2018 wywalczył z zespołem Puchar Danii. 18 lutego 2019 zakończył współpracę z Brøndby ze skutkiem natychmiastowym. W 2021 został trenerem cypryjskiego klubu Apollon Limassol, z którym podpisał dwuletni kontrakt. W sezonie 2021/2022 zdobył mistrzostwo Cypru. 10 sierpnia 2022 odszedł z Apollonu. 24 października 2022 objął funkcję szkoleniowca Greuther Fürth. Dwa lata później został zwolniony. 31 maja 2025 został ogłoszony trenerem Odense Boldklub. Zaczął pełnić tę funkcję 1 lipca 2025.